# Test (geneeskunde)
Een test is in de geneeskunde een hulpmiddel om te onderzoeken of een persoon wel of niet een bepaalde ziekte heeft. Wijst de test uit dat die persoon de ziekte zou hebben, dan heet de uitslag van de test positief. Wijst de test daar niet op, dan heet de uitslag negatief.
Tests in de geneeskunde geven meestal geen volledige zekerheid. Is de test binair, dat wil zeggen met als uitslag alleen de twee mogelijkheden 'ja' en 'nee', dan is de uitslag eenduidig positief of negatief. De meeste tests zijn echter niet binair, maar geven een uitslag op een glijdende schaal, bijvoorbeeld een concentratie van een stof in het bloed. Een dergelijke test kan binair worden gemaakt door een drempelwaarde te kiezen waarboven of waaronder men de testuitslag positief noemt.
Wil men van een bepaalde populatie weten welke individuen een bepaalde ziekte hebben (bijvoorbeeld omdat het een risicogroep betreft), dan kan men overgaan tot een screening van die populatie op die ziekte.
Veel medische tests, zoals allergietesten en bloedtesten, worden uitgevoerd in medische laboratoria. 
Sommige medische tests dienen niet om een ziekte op te sporen, maar om de huidige toestand van de testpersoon te meten. Bijvoorbeeld om het verloop van een reeds bekende ziekte te bepalen (verbeterd, verslechterd of genezen) of de belastbaarheid van het lichaam te meten (zoals bij een sportkeuring, een geschiktheidskeuring voor een bepaald beroep of een rijvaardigheidstest voor een bepaalde risicogroep).

## Sensitiviteit en specificiteit
Iedere test heeft een bepaalde sensitiviteit en een bepaalde specificiteit. Met sensitiviteit wordt de kans op een positieve uitslag bij aanwezigheid van de ziekte bedoeld, met specificiteit de kans dat de test negatief is bij afwezigheid van de ziekte. De keuze van een drempelwaarde zal de sensitiviteit en de specificiteit beïnvloeden.
Goede tests zijn niet alleen sensitief (gevoelig), maar ook specifiek. Een voorbeeld is de zwangerschapstest, die op beide punten rond de 99% scoort. Een slechte test is bijvoorbeeld de reumatest, die op beide punten op omstreeks 70% blijft steken. De kans dat een patiënt met een positieve uitslag ook reuma heeft, is bij een kleine a-priorikans ook ná zo'n test nog steeds erg klein (zie het voorbeeld bij het artikel theorema van Bayes). Ook de serologische test op een infectie met de bacterie Borrelia burgdorferi, verwekker van de lymeziekte, heeft zowel een lage sensitiviteit als een lage specificiteit.

## Fout-positief en fout-negatief
Is de sensitiviteit van een test te laag, dan is er een grote kans dat de test aangeeft dat de proefpersoon de ziekte niet heeft, terwijl dat in werkelijkheid wel het geval is. De uitslag is dan fout-negatief.
Is daarentegen de specificiteit te laag, dan is de kans groot dat de test aangeeft dat de proefpersoon de ziekte wel heeft, terwijl dat in werkelijkheid niet het geval is. De uitslag van de test is dan fout-positief.

## Schematisch
Een binaire test, dat is een test die slechts de uitkomsten 'positief' (de test suggereert de aanwezigheid van een conditie) en 'negatief' (de test suggereert de afwezigheid van een conditie) heeft, kan met de onderstaande 2×2-tabel gemodelleerd worden. Daarin wordt de betrokken populatie als dubbele dichotomie voorgesteld met de tweedelingen 'ziek'({\displaystyle Z}) of 'niet ziek' ({\displaystyle {\bar {Z}}}), en testresultaat positief (+) of negatief (–). De aantallen in de vier categorieën zijn aangegeven met de letters A, B,C en D. Let wel, het betreft hier de hele populatie, en niet de steekproef die aan de test onderworpen is.
|                   | conditie Z aanwezig | conditie Z afwezig | totaal  |
| test positief (+) | A                   | C                  | A+C     |
| test negatief (–) | B                   | D                  | B+D     |
| totaal            | A+B                 | C+D                | A+B+C+D |
| ----------------- | ------------------- | ------------------ | ------- |
Van belang zijn de volgende grootheden:
- de pretestwaarschijnlijkheid, of prevalentie: de proportie van de mensen die lijden aan Z (de kans dat in de onderzochte populatie de ziekte Z voorkomt)

{\displaystyle P(Z)={\frac {A+B}{A+B+C+D}}}
- de sensitiviteit van de test: de (voorwaardelijke) kans op een positieve uitslag bij de lijders aan Z

{\displaystyle P(+|Z)={\frac {A}{A+B}}}
- de specificiteit van de test: de (voorwaardelijke) kans op een negatieve uitslag bij degenen die niet lijden aan Z

{\displaystyle P(-|{\bar {Z}})={\frac {D}{C+D}}}
- de posttestwaarschijnlijkheid bij een positieve uitslag: de (voorwaardelijke) kans op de ziekte onder degenen die een positieve uitslag zouden krijgen

{\displaystyle P(Z|+)={\frac {A}{A+C}}}
- de posttestwaarschijnlijkheid bij een negatieve uitslag: de (voorwaardelijke) kans op de ziekte onder degenen die een negatieve uitslag zouden krijgen

{\displaystyle P(Z|-)={\frac {B}{B+D}}}
Verder geldt nog:
- het complement van de sensitiviteit, d.w.z. de (voorwaardelijke) kans op een negatieve uitslag bij de lijders aan Z, is

{\displaystyle P(-|Z)=1-P(+|Z)={\frac {B}{A+B}}}
- het complement van de specificiteit, d.w.z. de (voorwaardelijke) kans op een positieve uitslag bij degenen die niet lijden aan Z, is

{\displaystyle P(+|{\bar {Z}})=1-P(-|{\bar {Z}})={\frac {C}{C+D}}}
Voor de posttestwaarschijnlijkheid bij een positieve uitslag kan met behulp van het theorema van Bayes geschreven worden:
{\displaystyle P(Z|+)={\frac {P(+|Z)P(Z)}{P(+|Z)P(Z)+P(+|{\bar {Z}})P({\bar {Z}})}}={\frac {P(Z)}{P(Z)+{\frac {P(+|{\bar {Z}})}{P(+|Z)}}P({\bar {Z}})}}}
Omdat {\displaystyle P(Z)+P({\bar {Z}})=1}, valt hieruit te concluderen dat de test een positief voorspellende waarde heeft als het quotiënt {\displaystyle P(+|{\bar {Z}})/P(+|Z)<1}. De inverse van dit quotiënt wordt de positieve likelihood ratio genoemd:
{\displaystyle {\text{LR}}_{+}={\frac {P(+|Z)}{P(+|{\bar {Z}})}}={\frac {\text{sensitiviteit}}{1-{\text{specificiteit}}}}}
Als de positieve likelihood ratio gelijk is aan 1, dus {\displaystyle P(+|Z)=P(+|{\bar {Z}})=P(+)}, heeft de test geen enkele voorspellende waarde. Een test met een goede positief voorspellende waarde zal een positieve likelihood ratio hebben die ruim groter is dan 1. 

Als de test experimenteel is afgenomen bij een aantal testpersonen, worden de aantallen a, b, c en d in de verschillende categorieën weergegeven in een soortgelijke  tabel als hierboven. De verhoudingen tussen de waargenomen aantallen zijn schattingen voor de verschillende kansen in de populatie, zoals die gedefinieerd zijn in termen van de onbekende aantallen A, B, C en D in de populatie.
|               | conditie Z aanwezig                    | conditie Z afwezig                      |
| test positief | a EP (echt positief, terecht alarm)    | b FP (fout positief, loos alarm)        |
| test negatief | c FN (fout negatief, gemiste gevallen) | d EN (echt negatief, terecht verworpen) |
| ------------- | -------------------------------------- | --------------------------------------- |
Van zo'n test worden sensitiviteit en specificiteit geschat door:
{\displaystyle {\text{sensitiviteit}}={\frac {\text{het aantal echt positieven}}{\text{het aantal echt positieven + het aantal fout negatieven}}}={\frac {a}{a+c}}}
{\displaystyle {\text{specificiteit}}={\frac {\text{het aantal echt negatieven}}{\text{het aantal echt negatieven + het aantal fout positieven}}}={\frac {d}{b+d}}}